# Niall Scannell
Pour les articles homonymes, voir Scannell.

a Compétitions nationales et continentales officielles uniquement.

b Matchs officiels uniquement.
Dernière mise à jour le 28 mai 2023.
Niall Scannell, né le 8 avril 1992 à Cork (Irlande), est un joueur irlandais de rugby à XV évoluant au poste de talonneur. Il joue avec le Munster depuis 2013 et en équipe d'Irlande depuis 2017. Il est le frère de Rory Scannell, qui joue également au Munster au poste de centre, et de Billy Scannell, talonneur passé par le Young Munster, et le cousin de Jack O'Sullivan (en), troisième ligne au Munster. 

## Biographie
Joueur du club de Dolphin RFC et membre de l'académie du Munster, il obtient 8 sélections avec l'équipe d'Irlande de rugby à XV des moins de 20 ans, participant notamment au championnat du monde junior 2012. Niall Scannell fait ses débuts en Pro12 avec le Munster en décembre 2013. 
Il fait partie de la liste publiée par Joe Schmidt le 23 janvier 2017 pour disputer le tournoi des Six Nations 2017. Le 11 février, pour sa première sélection, il est titulaire face à l'Italie à la suite du forfait de Rory Best.
Durant la saison 2022-2023, le Munster atteint la finale du United Rugby Championship après avoir battu le Leinster en demi-finale. En finale, les Irlandais affrontent les Sud-Africains des Stormers, et Niall Scannell entre en jeu en seconde période. Le Munster s'impose 19 à 14 et remporte cette compétition pour la première fois depuis 2011,.

## Statistiques en équipe nationale
Au 20 septembre 2019, Niall Scannell compte 16 sélections dont 8 en tant que titulaire, depuis sa première sélection le 11 février 2017 face à l'Italie.

## Palmarès
- Munster
  - Finaliste du Pro12/Pro14 en 2015, 2017 et 2021
  - Vainqueur du United Rugby Championship en 2023